# Galina Kreft
Galina Siergiejewna Kreft, po mężu Aleksiejewa (ros. Галина Сергеевна Крефт-Алексеева, ur. 14 marca 1950 w Leningradzie, zm. 24 lutego 2005 tamże) – radziecka kajakarka. Dwukrotna medalistka olimpijska.
Brała udział w dwóch igrzyskach (IO 76, IO 80), na obu olimpiadach zdobywała medale. Triumfowała w kajakowej dwójce w 1976, cztery lata później zajęła drugie miejsce. Podczas obu startów partnerowała jej Nina Gopowa. Siedmiokrotnie stawała na drugim stopniu podium mistrzostw świata, w K-1 500 m (1975, 1979), K-2 500 m (1975) oraz w K-4 500 m (1974, 1975, 1979, 1983).